# David Paterson
David Alexander Paterson (20 de mayo de 1954) es un político estadounidense que fue el 55.° gobernador de Nueva York desde 2008 hasta 2010.  
Fue el primer gobernador afroamericano de Nueva York y la primera persona legalmente no-vidente en ejercer un cargo de este tipo en los Estados Unidos. 
Antes de asumir la gobernación , ejerció como senador estatal de Nueva York entre 1985 y 2007. 